# Microrégion de la vallée de l'Açu

Localisation de la microrégion de la vallée de l'Açu

La microrégion de la vallée de l'Açu est l'une des sept microrégions qui subdivisent la mésorégion de l'ouest de l'État du Rio Grande do Norte au Brésil.
Elle comporte 9 municipalités qui regroupaient 134 253 habitants en 2006 pour une superficie totale de 4 709 km2.

## Municipalités[1]
- Açu
- Alto do Rodrigues
- Carnaubais
- Ipanguaçu
- Itajá
- Jucurutu
- Pendências
- Porto do Mangue
- São Rafael